# Враче брдо
Враче брдо је узвишење у селу Ћелије, изнад Ибарске магистрале, које доминира делом терена према Колубари и Лајковцу. У народу постоји веровање да су овде део живота провели, у манастиру подно брда, Свети врачи Козма и Дамјан и да брдо по њима носи име.
Познато је из времена Првог светског рата и Колубарске битке, као место погибије Димитрија Туцовића, првака Социјалдемократске странке. На том брду погинуло је 20.000 српских и 30.000 војника аустругарске царевине. После рата њихове кости су скупљене и похрањене у цркви Светог Ђорђа, одакле је део пренесен у спомен-костурницу цркве у Лазаревцу. На том месту је подигнуто спомен-облежје у облику каменог обелиска са опсегом. Враче брдо је данас обрасло шумом и вегетацијом, а на неким местима су подигнуте и куће.
Враче брдо се налази на 237 м.н.в и данас је омиљено излетиште због прелепог погледа према колубарској долини и центар је одржавања међународних такмичења у оријентационом кросу. Стаза је обележена планинарским ознакама и погодна је за рекреативне обиласке.

## Галерија
- Спомен-обележје
- Стари надгробни споменик
- Спомен-чесма
- Литице Враче брда
- Падина Враче брда које је данас обрасло шумом